# Gothaer Asigurări Reasigurări
Gothaer Versicherungsbank VVaG este una din cele mai importante companii de asigurӑri mutuale din Germania, care oferă produse de asigurări generale, de viață și sănătate. Fondat în 1820, Gothaer Insurance Group are în prezent peste 4 milioane de clienți și prime brute subscrise de peste 4 miliarde de euro. În cadrul grupului, Gothaer Finanzholding AG este entitatea care gestioneazӑ activitӑțile financiare ale acestuia.

## Gothaer Asigurări Reasigurări
În anul 2012, Gothaer Finanzholding AG a achiziționat 67% din acțiunile societății Platinum Asigurări Reasigurări, care a devenit, în urma unui proces de rebranding la începutul anului 2013, Gothaer Asigurări Reasigurări.
Poziționarea Gothaer în România, „Insurance and a little extra” („Asigurări și ceva în plus”), se traduce într-un plus de valoare pe care compania dorește să-l ofere produselor și serviciilor sale.

## Acționariat
Gothaer Finanzholding AG este entitatea care administrează activitățile financiare ale grupului și care deține 99.9989% din acțiunile Gothaer Asigurări Reasigurări, restul de 0.0011% din acțiuni fiind deținut de Gothaer Pensionskasse.

## Date financiare
În 2013, Gothaer Asigurări Reasigurări a înregistrat o creștere de peste 75% a primelor brute subscrise (de la 8,5 milioane euro la 14,8 milioane euro), un număr dublu de clienți (de la aproximativ 25.000 la peste 52.000) și o creștere de 140% a numărului de polițe din portofoliu, la 98.000. În același an, cea mai importantă linie de business din portofoliul Gothaer Asigurări Reasigurări a fost cea de Property & Engineering, cu o cotă de 42%. CASCO, a doua linie de business, a reprezentat 30% din portofoliu. La 31 decembrie 2013, Gothaer Asigurări Reasigurări a raportat o rată de lichiditate de peste 250% și o rată de solvabilitate de peste 170%.
Gothaer Asigurări Reasigurări își propune să fie prima opțiune a clienților săi, având standarde înalte în ceea ce privește calitatea produselor și serviciilor oferite și bazându-se totodată pe experiența vastă și pe sprijinul grupului Gothaer*. Gothaer este un asigurător în plină dezvoltare, cu peste 200 de angajați și un volum de prime brute subscrise de 81.989.892 mil. RON în 2015 țintind să se mențină un jucător important pe piața de asigurări din România.
Gothaer încheie anul 2017 cu un volum de prime brute subscrise de 119 mil lei.
*Grupul Gothaer, una din cele mai importante societăți mutuale din Germania, deține 100% din pachetul de acțiuni al societății, susținând astfel interesul său serios și de lungă durată în România.

## Rețeaua Gothaer Asigurări Reasigurări
Produsele Gothaer Asigurări Reasigurări sunt accesibile prin intermediul sediilor din București și din alte orașe mari din România, precum și online pe site-ul oficial.

## Produse
Oferta Gothaer Asigurări Reasigurări cuprinde produse adresate, atât persoanelor fizice, cât și persoanelor juridice și include atât tipuri de asigurări specifice nevoilor individuale private, precum asigurările de locuințe, CASCO și călătorie, cât și o gamă largă de produse inovatoare adresate antreprenorilor, companiilor mici și mijlocii și angajaților.